# Каррестен
Каррестен (нім. Karrösten) —  громада округу Імст у землі Тіроль, Австрія.
Каррестен лежить на висоті  918 м над рівнем моря і займає площу 7,91 км². Громада налічує 684 мешканців. 
Густота населення 86/км².  
|                                    |
| Каррестен на мапі округу та землі. |

 Адреса управління громади: Dorf 2, 6463 Karrösten. 

## Демографія
Історична динаміка населення міста за даними сайту Statistik Austria

## Виноски
1. ↑  Dauersiedlungsraum der Gemeinden Politischen Bezirke und Bundesländer - Gebietsstand 1.1.2018 — Статистичне управління Австрії.
2. ↑  https://www.statistik.at/blickgem/blick1/g70207.pdf
3. ↑  www.karroesten.tirol.gv.at. Архів оригіналу за 28 квітня 2021. Процитовано 3 квітня 2021.
4. ↑  Gemeindedaten von Karrösten. Архів оригіналу за 23 лютого 2014. Процитовано 21 липня 2013.

| Австрія | Це незавершена стаття з географії Австрії. Ви можете допомогти проєкту, виправивши або дописавши її. |